# 뒤영벌속
뒤영벌속(Bombus, bumblebee)은 꿀벌과의 속이다.